# Ímola
Ímola (em italiano:  Imola) é uma comuna italiana da região da Emília-Romanha, província de Bolonha, com cerca de 64.348 habitantes. Estende-se por uma área de 204,94 km², tendo uma densidade populacional de 314 hab/km². Faz fronteira com Argenta (FE), Bagnara di Romagna (RA), Borgo Tossignano, Casalfiumanese, Castel Bolognese (RA), Castel Guelfo di Bologna, Conselice (RA), Dozza, Massa Lombarda (RA), Medicina, Mordano, Riolo Terme (RA), Solarolo.
Foi nesta cidade que os pilotos de Fórmula 1 Roland Ratzenberger e Ayrton Senna sofreram acidentes fatais durante o Grande Prêmio de San Marino de 1994, no Autódromo Enzo e Dino Ferrari (30 de abril e 1º de maio, respectivamente), vindo a falecerem no Hospital Major de Bolonha, momentos depois dos respectivos acidentes.
Outro ocorrido foi quando o pintor Da Vinci desenhou o mapa dessa cidade,sendo uma de suas grandes obras artísticas do renascimento.

## Demografia
| Variação demográfica do município entre 1861 e 2011                               |
|                                                                                   |
| Fonte: Istituto Nazionale di Statistica (ISTAT) - Elaboração gráfica da Wikipedia |